# Abbas Nilforoushan
Abbas Nilforoushan (en persan : عباس نیلفروشان), né le 23 août 1966 à Ispahan et mort le 27 septembre 2024 à Beyrouth, est un militaire iranien. 
Il commence sa carrière dans le Basij, avant d'atteindre le poste de chef adjoint du Corps des gardiens de la révolution islamique (CGRI) et le grade de brigadier général.
Il est tué en septembre 2024 par une frappe israélienne visant le quartier général du Hezbollah, aux côtés du dirigeant du mouvement, Hassan Nasrallah.

## Biographie
Abbas Nilforoushan naît à Ispahan en 1966. Il commence sa carrière militaire en intégrant le Basij, avant d'intégrer le Corps des gardiens de la révolution islamique (CGRI) et de « gravir régulièrement les échelons ». Il sert lors de la guerre Iran-Irak dans les années 1980.
Nilforoushan obtient ensuite un doctorat de l'université Imam-Hossein. De 2005 à 2007, il est chef adjoint des opérations de la branche terrestre du CGRI. De 2010 à 2014, il est responsable de l'entraînement des officiers supérieurs de l'organisation paramilitaire. Il est engagé aux côtés du dirigeant syrien Bachar el-Assad durant la guerre civile syrienne, à partir de 2011,.
En juin 2019, il devient finalement le chef adjoint du CGRI, avec le grade de brigadier général. L'année suivante, Abbas Nilforoushan est présenté par la télévision officielle iranienne comme un « camarade » de Qassem Soleimani, général iranien commandant la Force Al-Qods jusqu'à son assassinat le 3 janvier 2020 par un drone américain.
Abbas Nilforoushan est tué à Beyrouth en septembre 2024 par un bombardement israélien visant le quartier général du groupe paramilitaire Hezbollah, aux côtés du dirigeant de ce mouvement, Hassan Nasrallah. Il est âgé de 58 ans. Selon le site marocain Le1.ma, sa présence dans le quartier général « met en lumière l'implication directe de Téhéran dans les affaires libanaises ». La nature des opérations réalisées au Liban, aux côtés du Hezbollah, reste imprécise, mais ferait partie du soutien militaire de l'Iran au groupe armé libanais. L'officier aurait dirigé un corps expéditionnaire de la Force Al-Qods. L'AFP indique que, d'après des médias locaux, Nilforoushan était le chef au Liban de la Force Al-Qods.
Le ministre iranien des Affaires étrangères, Abbas Araghtchi, promet des représailles et assure que l'élimination de Nilforoushan « ne restera pas sans réponse » de la part de l'Iran, cependant, les dirigeants iraniens restent divisés sur la réponse à apporter.
L'attaque de missiles de l'Iran contre Israël le 1er octobre 2024, est une réponse à sa mort selon les responsables iraniens.

## Sanctions
Abbas Nilforoushan est sanctionné en 2022 par le département du Trésor des États-Unis en raison de son rôle présumé dans la répression des manifestations consécutives à la mort de Mahsa Amini,.